# Percis japonica
Percis japonica és una espècie de peix pertanyent a la família dels agònids.

## Descripció
- Fa 42 cm de llargària màxima.
- Nombre de vèrtebres: 40-42.[3][4]

## Hàbitat
És un peix marí i batidemersal que viu entre 19 i 750 m de fondària.

## Distribució geogràfica
Es troba al Pacífic nord: des del mar del Japó fins al mar d'Okhotsk i el mar de Bering.

## Observacions
És inofensiu per als humans.